# Paris Encounter
Albums de Gary Burton
Good Vibes
(1969) Gary Burton and Keith Jarrett
(1970)
Paris Encounter est un album du vibraphoniste de jazz américain Gary Burton et du violoniste de jazz français Stéphane Grappelli, enregistré en 1969 et commercialisé en 1972.

## Liste des titres
| No | Titre                         | Musique                 | Durée |
| -- | ----------------------------- | ----------------------- | ----- |
| 1. | Daphné                        | Django Reinhardt        | 4:08  |
| 2. | Blue in Green                 | Bill Evans, Miles Davis | 3:39  |
| 3. | Falling Grace                 | Steve Swallow           | 3:14  |
| 4. | Here’s That Rainy Day         | Johnny Burke            | 5:28  |
| 5. | Coquette                      | Gus Kahn                | 3:57  |
| 6. | Sweet Rain                    | Michael Gibbs           | 3:40  |
| 7. | The Night Has a Thousand Eyes | Buddy Bernier           | 3:43  |
| 8. | Arpege                        | Stéphane Grappelli      | 3:23  |
| 9. | Eiderdown                     | Steve Swallow           | 4:13  |

## Musiciens
- Gary Burton : vibraphone
- Stéphane Grappelli : violon
- Steve Swallow : basse
- Bill Goodwin : batterie